# Unione Sportiva Catanzaro 2002-2003
Questa pagina raccoglie le informazioni riguardanti l'Unione Sportiva Catanzaro nelle competizioni ufficiali della stagione 2002-2003.

## Stagione
Nella stagione 2002-2003 il Catanzaro disputa il girone C del campionato di Serie C2, raccoglie 56 con il quarto posto finale. Disputa i Play-off, nei quali nella doppia semifinale supera la Nocerina, mentre in finale pareggia (0-0) ad Acireale, ma viene sconfitto al Ceravolo (0-2) dai siciliani, che salgono in Serie C1 con il Foggia che ha vinto il campionato. I giallorossi allenati da Francesco Dellisanti compromettono il campionato nel girone di andata, chiuso con un misero bottino di 23 punti. Nel girone di ritorno sono cresciuti, facendo meglio di tutti con 33 punti, ma chiudono il torneo al quarto posto. Nella Coppa Italia di Serie C il Catanzaro disputa il girone P di qualificazione, che ha promosso Nocerina e Palmese, ma condizionato dall'aver schierato giocatori non ancora in regola con i tesseramenti, che hanno stravolto le classifiche di alcuni gironi, il Catanzaro sul campo ha raccolto due pareggi, ma ha finito il girone con 0 punti. Al termine del campionato, la disputa della finale Play-off, anche se persa, ha fruttato al Catanzaro una insperata, ma meritata promozione, a seguito della ammissione diretta in Serie B della Florentia Viola, che ha liberato un posto in Serie C1.

## Rosa
| N. |                   | Ruolo | Calciatore            |
| -- | ----------------- | ----- | --------------------- |
|    | Italia (bandiera) | C     | Mario Alfieri         |
|    | Italia (bandiera) | C     | Salvatore Ambrosino   |
|    | Italia (bandiera) | D     | Nicola Ascoli         |
|    | Italia (bandiera) | C     | Mario Ausoni          |
|    | Italia (bandiera) | C     | Salvatore Basile      |
|    | Italia (bandiera) | A     | Salvatore Bertuccelli |
|    | Italia (bandiera) | D     | Marco Ciardiello      |
|    | Italia (bandiera) | D     | Marcello Corazzini    |
|    | Italia (bandiera) | C     | Fabio De Sanzo        |
|    | Italia (bandiera) | A     | Nunzio Falco          |
|    | Italia (bandiera) | C     | Fabrizio Ferrigno     |
|    | Italia (bandiera) | C     | Tommaso Folino        |

| N. |                    | Ruolo | Calciatore              |
| -- | ------------------ | ----- | ----------------------- |
|    | Italia (bandiera)  | P     | Luca Gentili            |
|    | Italia (bandiera)  | A     | Francesco Ingenito      |
|    | Italia (bandiera)  | D     | Pasquale Logiudice      |
|    | Italia (bandiera)  | A     | Fabio Longo             |
|    | Brasile (bandiera) | C     | Rodrigo Batista Machado |
|    | Italia (bandiera)  | D     | Emiliano Milone         |
|    | Italia (bandiera)  | A     | Fabio Moscelli          |
|    | Italia (bandiera)  | C     | Giuseppe Nicoletti      |
|    | Italia (bandiera)  | D     | Ivano Pastore           |
|    | Italia (bandiera)  | P     | Gennaro Riccardi        |
|    | Brasile (bandiera) | A     | Robson Machado Toledo   |
|    | Italia (bandiera)  | D     | Andrea Vatalaro         |

## Risultati

### Serie C2 girone C

#### Girone di andata
| Acireale 1º settembre 2002 1ª giornata | Acireale      | 0 – 0 | Catanzaro | Stadio Tupparello\| Arbitro: \| Ciampi (Pisa) \| |
| Arbitro:                               | Ciampi (Pisa) |       |           |                                                  |

| Arbitro: | Severi (Viterbo) |

|                                            |           |  |
| Ambrosino 18’ Moscelli 32’, 47’ Folino 73’ | Marcatori |  |

| Arbitro: | Celi (Bari) |

|                 |           |  |
| Bertuccelli 74’ | Marcatori |  |

| Nocera Inferiore 22 settembre 2002 4ª giornata | Nocerina           | 0 – 0 | Catanzaro | Stadio San Francesco d'Assisi\| Arbitro: \| Pantana (Macerata) \| |
| Arbitro:                                       | Pantana (Macerata) |       |           |                                                                   |

| Catanzaro 29 settembre 2002 5ª giornata | Catanzaro             | 0 – 0 | Lodigiani | Stadio Nicola Ceravolo\| Arbitro: \| Ciancaleoni (Foligno) \| |
| Arbitro:                                | Ciancaleoni (Foligno) |       |           |                                                               |

| Santa Maria Capua Vetere 6 ottobre 2002 6ª giornata | Gladiator        | 0 – 0 | Catanzaro | Stadio Mario Piccirillo\| Arbitro: \| Finazzi (Torino) \| |
| Arbitro:                                            | Finazzi (Torino) |       |           |                                                           |

| Arbitro: | Stefanini (Prato) |

|  |           |               |
|  | Marcatori | 31’ Bonarrigo |

| Arbitro: | Lops (Torino) |

|           |           |  |
| Aruta 29’ | Marcatori |  |

| Arbitro: | Nicoletti (Macerata) |

|                                             |           |              |
| Sardelli 13’ Milone 48’ (aut.) Di Meo 90+2’ | Marcatori | 81’ Moscelli |

| Arbitro: | Finazzi (Torino) |

|              |           |               |
| Ingenito 35’ | Marcatori | 88’ Simonetti |

| Giugliano in Campania 10 novembre 2002 11ª giornata | Giugliano               | 0 – 0 | Catanzaro | Stadio Alberto De Cristofaro\| Arbitro: \| Zanzi (Lugo di Romagna) \| |
| Arbitro:                                            | Zanzi (Lugo di Romagna) |       |           |                                                                       |

| Arbitro: | Lena (Ciampino) |

|               |           |  |
| Alfieri 90+4’ | Marcatori |  |

| Arbitro: | Torella (Roma) |

|             |           |             |
| Caserta 66’ | Marcatori | 2’ Moscelli |

| Arbitro: | Romeo (Verona) |

|              |           |                           |
| Moscelli 63’ | Marcatori | 29’ R. Greco 82’ Del Core |

| Arbitro: | Lioce (Molfetta) |

|  |           |            |
|  | Marcatori | 45’ Toledo |

| Arbitro: | Velotto (Grosseto) |

|                                         |           |              |
| Alfieri 8’ Logiudice 20’ Ciardiello 83’ | Marcatori | 11’ Pittalis |

| Tivoli 22 dicembre 2002 17ª giornata | Tivoli               | 0 – 0 | Catanzaro | Stadio Comunale ARCI\| Arbitro: \| Padovan (Conegliano) \| |
| Arbitro:                             | Padovan (Conegliano) |       |           |                                                            |

#### Girone di ritorno
| Catanzaro 5 gennaio 2003 18ª giornata | Catanzaro        | 0 – 0 | Acireale | Stadio Nicola Ceravolo\| Arbitro: \| Saveri (Viterbo) \| |
| Arbitro:                              | Saveri (Viterbo) |       |          |                                                          |

| Arbitro: | Celi (Bari) |

|  |           |                                |
|  | Marcatori | 63’ Ciardiello 90+2’ Logiudice |

| Arbitro: | Cigalotti (Milano) |

|                         |           |  |
| Erbini 46’ Procopio 81’ | Marcatori |  |

| Arbitro: | M. Mazzoleni (Bergamo) |

|                           |           |                      |
| Ferrigno 44’ Moscelli 60’ | Marcatori | 18’ Barone 53’ Campo |

| Arbitro: | Masiero (Mestre) |

|                  |           |                                    |
| Sanetti 44’, 87’ | Marcatori | 62’ (aut.) Fiorentini 64’ Moscelli |

| Arbitro: | Giordano (Caltanissetta) |

|                        |           |            |
| Pastore 54’ Toledo 63’ | Marcatori | 6’ Majella |

| Arbitro: | Tonin (Piombino) |

|                      |           |                |
| Ferrara 37’ Lupo 45’ | Marcatori | 54’ Ciardiello |

| Arbitro: | Banti (Livorno) |

|           |           |  |
| Falco 36’ | Marcatori |  |

| Arbitro: | Zambon (Padova) |

|              |           |            |
| Moscelli 51’ | Marcatori | 37’ Corona |

| Arbitro: | Marelli (Como) |

|               |           |                    |
| Simonetti 84’ | Marcatori | 43’, 88’ Ambrosino |

| Arbitro: | Giachero (Pinerolo) |

|                                      |           |                      |
| Ferrigno 16’ Corazzini 42’ Falco 51’ | Marcatori | 11’ (rig.) L. Corona |

| Arbitro: | Pantana (Macerata) |

|  |           |           |
|  | Marcatori | 55’ Falco |

| Catanzaro 13 aprile 2003 30ª giornata | Catanzaro             | 0 – 0 | Igea Virtus | Stadio Nicola Ceravolo\| Arbitro: \| Sacco (Civitavecchia) \| |
| Arbitro:                              | Sacco (Civitavecchia) |       |             |                                                               |

| Arbitro: | Gava (Conegliano) |

|                                  |           |                   |
| Del Core 20’ De Sanzo 59’ (aut.) | Marcatori | 28’, 50’ Ferrigno |

| Arbitro: | Di Renzo (Ostia Lido) |

|                                               |           |                        |
| Ferrigno 8’ Moscelli 30’, 33’ Bertuccelli 75’ | Marcatori | 11’ (rig.) Terracciano |

| Arbitro: | Rocchi (Firenze) |

|                         |           |                                    |
| Giglio 56’ Siazzu 90+1’ | Marcatori | 47’ Falco 65’ Ferrigno 83’ Alfieri |

| Arbitro: | Cenni (Imola) |

|                                          |           |                                   |
| Ferrigno 16’ Moscelli 28’ Falco 53’, 60’ | Marcatori | 55’ Sansovini 68’, 79’ Scichilone |

### Play-off

#### Semifinali
| Catanzaro 25 maggio 2003 Andata | Catanzaro              | 0 – 0 | Nocerina | Stadio Nicola Ceravolo\| Arbitro: \| M. Mazzoleni (Bergamo) \| |
| Arbitro:                        | M. Mazzoleni (Bergamo) |       |          |                                                                |

| Arbitro: | Rocchi (Firenze) |

|  |           |              |
|  | Marcatori | 17’ Ferrigno |

#### Finali
| Acireale 8 giugno 2003 Andata | Acireale           | 0 – 0 | Catanzaro | Stadio Tupparello\| Arbitro: \| Velotto (Grosseto) \| |
| Arbitro:                      | Velotto (Grosseto) |       |           |                                                       |

| Arbitro: | M. Mazzoleni (Bergamo) |

|  |           |                          |
|  | Marcatori | 39’ O. Russo 77’ Suriano |

### Coppa Italia di Serie C

#### Girone P
| Arbitro: | Herberg (Messina) |

|            |           |                   |
| Toledo 73’ | Marcatori | 45’ (aut.) Milone |

| Arbitro: | Damato (Barletta) |

|                                    |           |            |
| Ceretta 2’ Flauto 18’ Verolino 31’ | Marcatori | 10’ Giglio |

| Arbitro: | Siragusa (Acireale) |

|                    |           |                  |
| Alfieri 50’ (rig.) | Marcatori | 27’ (rig.) Falco |

| Arbitro: | Didato (Agrigento) |

|                                                      |           |  |
| Belmonte 22’ (rig.) Chianello 44’ Barbera 87’ (rig.) | Marcatori |  |

| 4 settembre 2002 5ª giornata |  | – Turno di riposo Catanzaro |  |  |